# ボリス・カーロフ
ボリス・カーロフ（Boris Karloff, 1887年11月23日 - 1969年2月2日）は、イギリス・ロンドン出身で主にアメリカで活躍した俳優。世界中の誰もが「フランケンシュタイン」と聞いて思い浮かべる、面長で頭部が平たく、額が張り出した無表情なモンスター役をユニバーサル映画『フランケンシュタイン』（1931年）で最初に演じた俳優として知られる。
ドラキュラ伯爵役で知られるベラ・ルゴシと並び、ユニバーサル作品を中心に1960年代末まで多くのホラー映画に主演した。ホラー映画の分野における大スターである。

## 経歴・人物
1887年にイギリスのロンドンに生まれる。本名ウィリアム・ヘンリー・プラット（William Henry Pratt）。1909年にカナダに移住。カナダ、アメリカでの演劇活動を経て、1919年に映画界入り。サイレント映画の時代を脇役として多くの映画に出演して過ごしたが、堅実な演技力を徐々に認められ、1930年頃には個性派俳優としての好評価を得るようになっていた。
1931年、ユニバーサル映画製作の『フランケンシュタイン』のモンスター役に起用された。この役は『魔人ドラキュラ』（1931年）で怪奇スターとなったベラ・ルゴシに配役される予定であったが、ルゴシが台詞のない怪物役を拒否したため、カーロフが代役に指名されたものであった。同作は世界的にヒットし、ホラー映画史上不朽の名作となった。そして、重厚なメイクの奥から、怪物の恐怖と人造人間の哀感を表現したカーロフもまた、世界に知られる怪奇スターとなった。このモンスター役があまりに印象的で存在感が大きかったため、創造者である博士の名「フランケンシュタイン」が、モンスターの名前と混同されるようになってしまったほどであった。

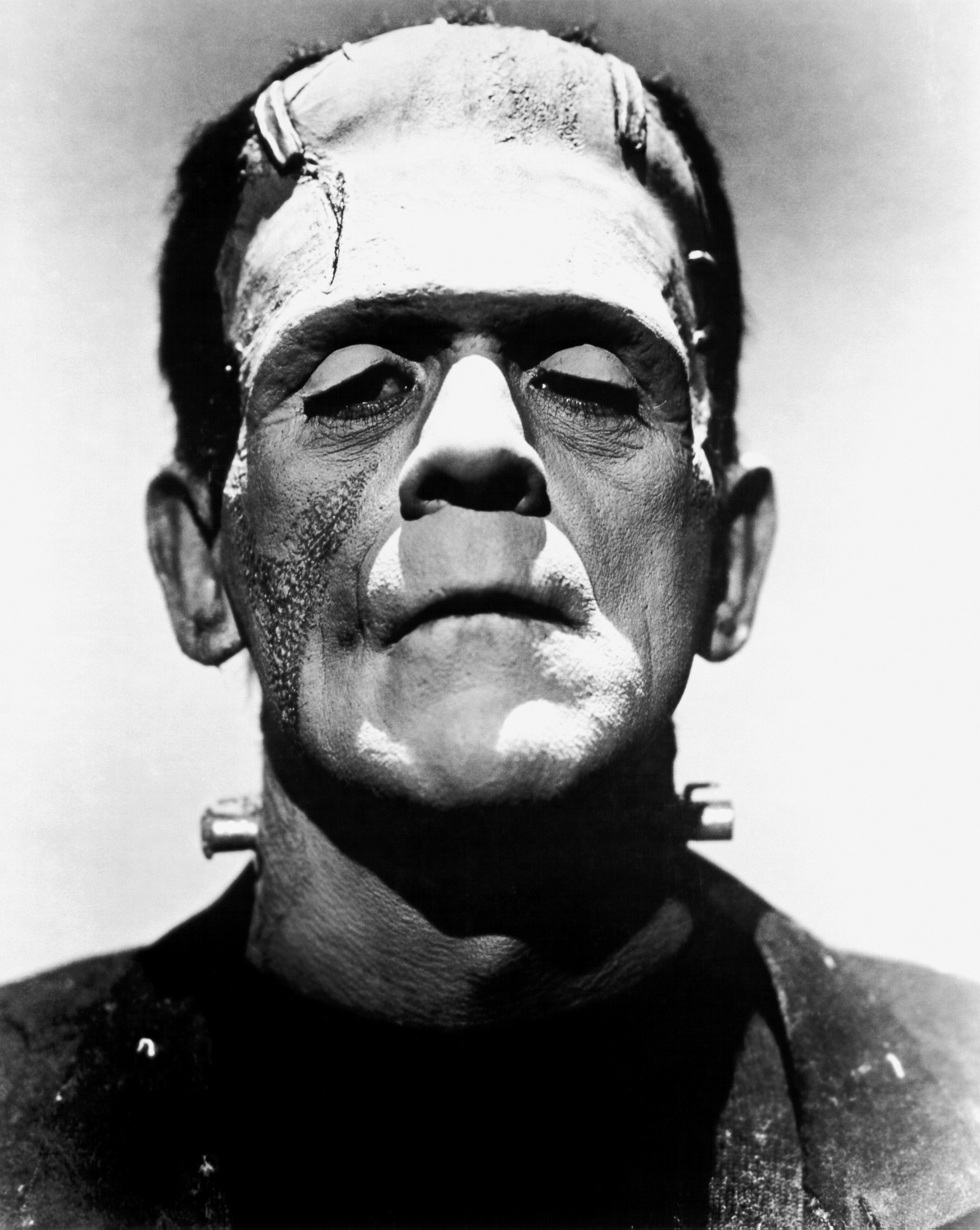
『フランケンシュタイン』（1931年）でボリス・カーロフが演じた「フランケンシュタインの怪物」

翌1932年にはミイラ映画の元祖『ミイラ再生』に主演した。フランケンシュタイン・モンスター（英語版）は言葉をしゃべらない怪物役であったが、この映画ではグロテスクなミイラ姿は冒頭のみで、全般では人間の姿に復活した古代の高僧イムホテップ役を貫禄豊かに演じた。素顔で台詞をしゃべっても演技力と存在感が充分であることを示して、怪奇のトップスターの地位を不動なものとし、更に多くの映画に主演した。1934年の『黒猫』でベラ・ルゴシと共演、両主演ではあったが、序列はカーロフが上だった。以後も両者は『大鴉』『透明光線』等数本で共演するが、この序列が変わることはなかった。
1935年に『フランケンシュタインの花嫁』で再び、1939年には『フランケンシュタインの復活』でみたびモンスターを演じた。ユニバーサルはその後もシリーズを継続するが、カーロフはこの3作をもってモンスター役を降板する。この役はロン・チェイニー・ジュニアを経て、第1作で拒否したルゴシも演じることになる。1940年代前半は一時映画を離れ、ブロードウェイの大ヒット舞台劇『毒薬と老嬢（英語版）』で名声を博した。1944年の『フランケンシュタインの館』でシリーズ復帰するが、モンスターではなくマッドサイエンティスト・ニーマン博士としての主演であった。

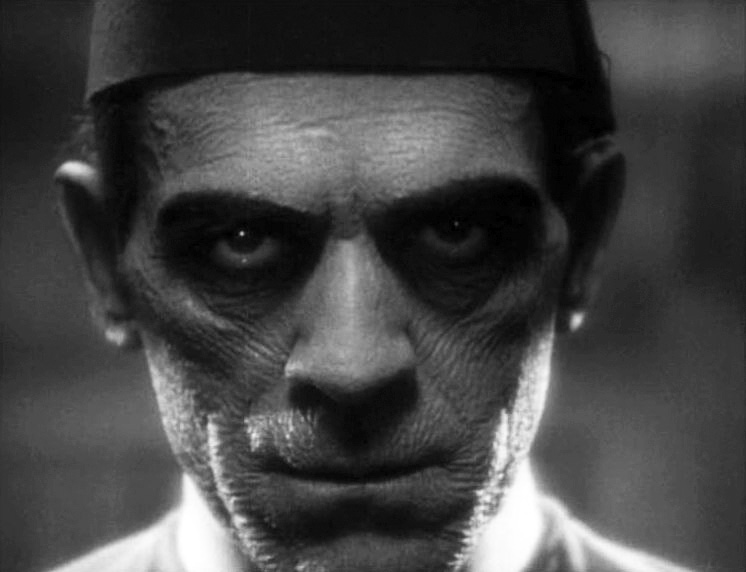
『ミイラ再生』（1932年）での「イムホテップ」

第二次世界大戦後も怪奇映画の大御所格として、アメリカのみならずヨーロッパやメキシコの映画にも出演、晩年まで安定した俳優活動を続けた。1950年代末以降の怪奇ブームでは既に老齢に達しており、さすがに大きな活躍はなかったが、戦後の怪奇スターであるヴィンセント・プライスやクリストファー・リー、更には若手時代のジャック・ニコルソンらとも共演し、大いに存在感を示した。最晩年に近い1968年にも、ピーター・ボグダノヴィッチの監督デビュー作『殺人者はライフルを持っている!』において、自身を投影させたかのような往年の怪奇俳優役で出演した。
1969年2月2日、英国のサセックス州ミッドハーストの病院で死去した。

## ベラ・ルゴシとの関係
上記の通り、ベラ・ルゴシがフランケンシュタイン役を蹴った結果、ルゴシを上回る人気を得たカーロフであったが、そのことでルゴシとは怪物俳優としてライバルという立場へとなった。カーロフは謙虚な性格なため、『黒猫』や『透明光線』で共演した際は常にルゴシに謙っていた。しかしルゴシは晩年に、カーロフに人気の座を取られたことを終始悔しがっていたという。

## 備考
書籍やネット等でフランケンシュタイン・モンスター役に起用される以前のカーロフについて、無名俳優であったとの記述が散見されるが、カーロフは1930年当時のハリウッド映画で4-7番手位にクレジットされる重要な役を多く演じており、脇役俳優として一定の評価を得ていた。主演スターではないが「無名」との表現は適当ではない。
戦後の古典派ホラー映画を復興させたイギリスのハマー・フィルム・プロダクション製作、ピーター・カッシング主演の『フランケンシュタインの逆襲』（1957年）では、企画当初に当時70歳のカーロフをモンスター役に起用する案があったが、モンスターの版権をユニバーサル映画が保有していたため、実現しなかったといわれている。

## 主な出演作品
- 美人国二人行脚 Two Arabian Knights （1927年）
- 熱砂果つるところ Behind That Curtain（1929年）
- 今宵ひととき Tonight or Never（1931年）
- フランケンシュタイン Frankenstein （1931年）
- 暗黒街の顔役 Scarface （1932年）
- 成吉斯汗の仮面 The Mask of Fu Manchu （1932年）
- 魔の家 The Old Dark House （1932年）
- ミイラ再生 The Mummy （1932年）
- 月光石 The Ghoul （1933年）
- 黒猫 The Black Cat （1934年）
- 肉弾鬼中隊 The Lost Patrol （1934年）
- ロスチャイルド The House of Rothchaild （1934年）
- 大鴉 The Raven（1935年）
- 古城の扉 The Black Room （1935年）
- 透明光線 The Invisible Ray （1935年）
- フランケンシュタインの花嫁 Bride of Frankenstein （1935年）
- 歩く死骸 The Walking Dead（1936年）
- フランケンシュタインの復活 Son of Frankenstein （1939年）
- 恐怖のロンドン塔 Tower of London （1939年）
- 死者の復讐/狂気の生体実験 The Man They Could Not Hang （1939年）
- 死体は追う The Boogie Man Will Get You （1939年）
- 死刑台の呪い Before I Hang （1940年）
- 冷凍人間甦える The Man with Nine Lives （1940年）
- 悪魔の命令 The Devil Commands （1941年）
- フランケンシュタインの館 House of Frankenstein （1944年）
- 吸血鬼ボボラカ Isle of the Dead （1945年）
- 死体を売る男 The Body Snatcher （1945年）
- 恐怖の精神病院 Bedlam （1946年）
- ザ・リターン・オブ・ディック・トレイシー Dick Tracy Meets Gruesome （1947年）
- 征服されざる人々 Unconquered （1947年）
- 虹を掴む男 The Secret Life of Walter Mitty （1947年）
- 誘拐魔 Lured （1947年）
- 愛と血の大地 Tap Roots （1948年）
- 凸凹殺人ホテル Bud Abbott and Lou Costello Meet the Killer （1949年）
- 恐怖の人喰い植物 Voodoo Island （1957年）
- 悪魔の白衣 Corridors of Blood （1958年）
- 怪奇フランケンシュタイン1971 Frankenstein 1970 （1958年）
- 絞殺魔甦る The Haunted Strangler （1958年）
- 忍者と悪女 The Raven （1963年）
- 古城の亡霊 The Terror （1963年）
- ブラック・サバス 恐怖!三つの顔 Black Sabbath （1963年）
- 襲い狂う呪い Monster of Terror （1965年）
- グリンチのクリスマス How the Grinch Stole Christmas! （1966年）
- ベネチタ事件 Venetian Affair （1966年）
- ヘブンリービキニ The Ghost in The Invisible Bikini （1966年）
- 怪物の狂宴 Mad Monster Party? （1967年） - 声の出演
- 悪魔の宴 Curse of the Crimson Altar Crimson Cult （1968年）
- 殺人者はライフルを持っている! Targets （1968年）
- 恐怖の密室 House of Evil （1968年） - メキシコ映画
- 死のダンス Dance of Death （1968年）
- スネーク・オブ・ザ・リビング・デッド 死霊蛇伝説 Isle of the Snake People （1971年）